# Nová synagoga v Měcholupech
Nová synagoga se v Měcholupech v okrese Louny nachází v domě čp. 164 v severní části obce, na pravé straně silnice na Radíčeves. Postavena byla přibližně v polovině 19. století a k bohoslužebným účelům byla využívána až do druhé světové války. Po válce byla přestavěna na rodinný dům, přičemž se nedochovaly žádné prvky odkazující na někdejší funkci budovy. Ta má výrazný profilový štít, který napodobuje tvary selského baroka.